# 尤塔·纳登巴赫
尤塔·纳登巴赫（德語：Jutta Nardenbach，1968年8月13日—2018年6月8日），德国女子足球运动员，场上位置是后卫。她曾代表德国参加1991年国际足联女子世界杯和1996年夏季奥林匹克运动会。